# Shen Li-chien
Shen Li-chien (* 12. Januar 1952) ist ein früherer taiwanischer Biathlet und Skilangläufer.
Shen Li-chien nahm in zwei Sportarten an den Olympischen Winterspielen 1976 in Innsbruck teil. Im Skilanglauf trat er im 15-Kilometer-Rennen an und wurde 77., im Biathlon-Einzel 51. Neben Ueng Ming-yih ist Shen der einzige Biathlet Taiwans, der bislang an Olympischen Spielen teilnahm.